# 보스턴 당밀 홍수
보스턴 당밀 홍수 또는 당밀 대홍수(Great Molasses Flood), 보스턴 당밀 재해(Boston Molasses Disaster)는 1919년 1월 15일 수요일 매사추세츠주 보스턴의 노스엔드 지역에서 발생한 재난이다.
870만 리터(미국 기준 230만 갤런)의 당밀이 저장된 대형 저장 탱크가 붕괴하였고, 약 1만 2천 메트릭톤(미국 기준 1만 3천 숏톤)에 달하는 당밀이 시속 56킬로미터(시속 35마일)로 거리를 질주하며 21명이 사망하고 150명이 부상을 입었다. 이 사건은 지역의 설화가 되었고, 수십 년이 지난 후에도 주민들은 더운 여름날이면 이 지역에서 여전히 당밀 냄새가 난다고 전한다.

## 홍수

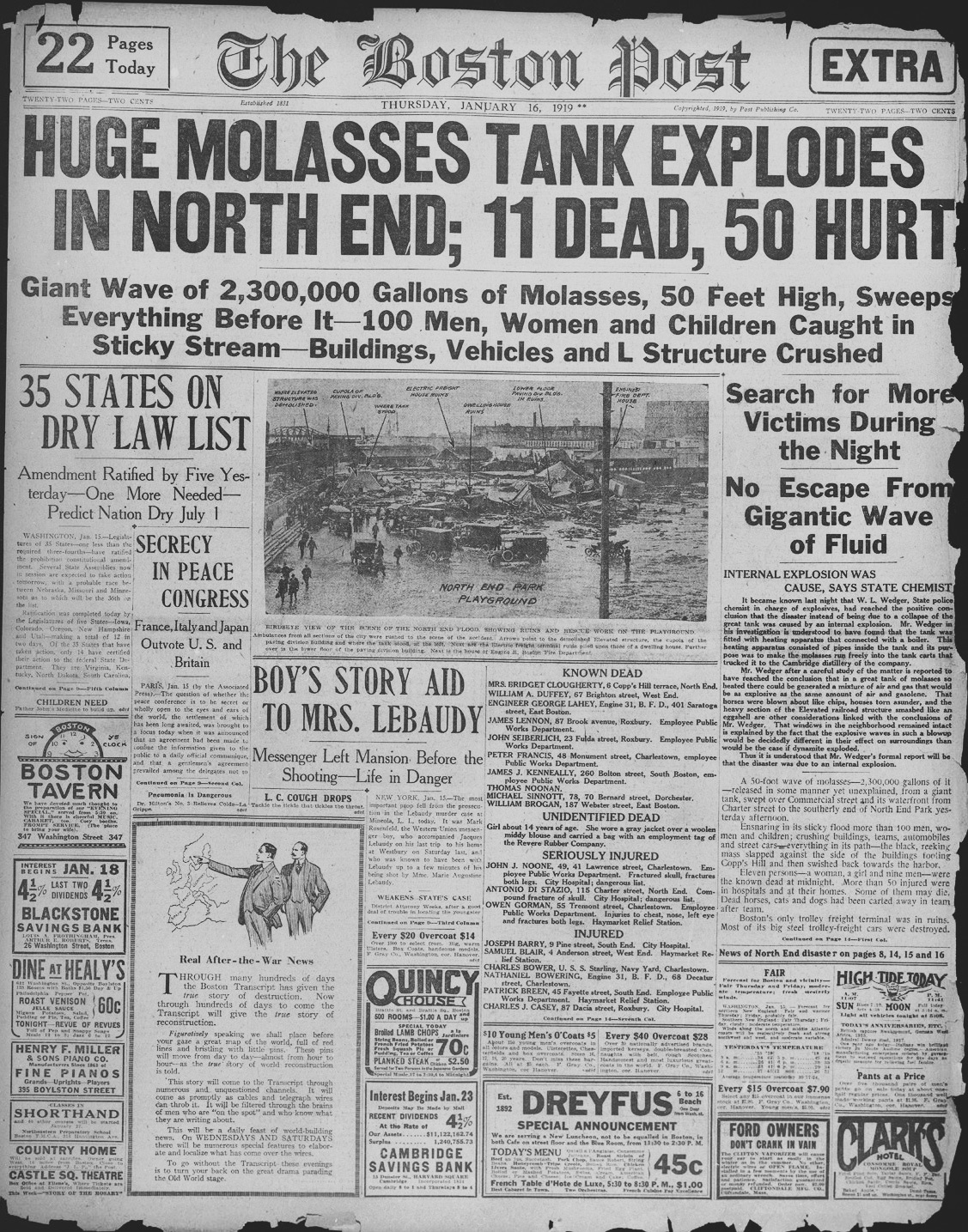
《보스턴 포스트》의 보도

당밀의 발효를 통해 생산할 수 있는 에탄올은 알코올 음료의 주성분이자 군수품의 핵심 요소이다.:11 이 재난은 키니 광장 근처 커머셜가 529번지에 있던 퓨리티 증류 회사 시설에서 발생했다. 이 회사는 항구 변에 있는 커머셜가의 탱크를 이용해 선박에서 당밀을 하역하고 저장했다가, 이후 매사추세츠주 케임브리지의 윌로가와 에버티즈 웨이 사이에 위치한 퓨리티 에탄올 공장으로 파이프라인을 통해 이송했다. 당밀 탱크는 높이 15 미터(50 피트), 지름 27 미터(90 피트)로, 최대 870만 입방미터(미국 기준 230만 갤런)까지 저장할 수 있었다.

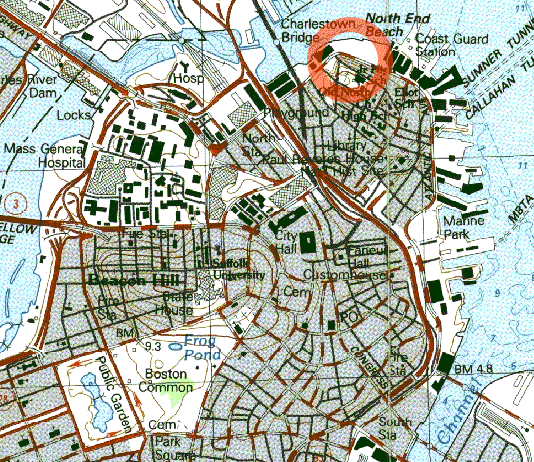
현대의 보스턴 시내 전경, 당밀 홍수 발생 지역을 원으로 표시

1919년 1월 15일, 보스턴의 기온은 영상 4도(화씨 40도) 이상으로 올라갔는데, 이는 며칠 전의 한파에서 급격히 상승한 것이었다.:91, 95 그리고 전날, 한 선박이 새로운 당밀을 배달했는데, 이송을 위해 점도를 낮추고자 미리 데워진 상태였다. 아마도 탱크 안에 있던 기존의 차가운 당밀이 열팽창을 일으켜, 오후 12시 30분경 탱크가 터지면서 무너져 내린 것으로 보인다. 목격자들은 땅이 흔들리는 것을 느꼈고 탱크가 무너질 때 고가 열차가 지나가는 것과 비슷한 긴 굉음을 들었다고 증언했다. 다른 이들은 엄청난 충돌음과 깊은 으르렁거림, "천둥 같은 '쾅!' 소리", 그리고 탱크에서 리벳이 튀어나올 때 기관총 같은 소리가 났다고 전했다.:92–95

당밀의 밀도는 입방미터당 약 1.4 메트릭톤(미국 갤런당 12 파운드)으로, 물보다 40퍼센트 더 높아 상당한 위치 에너지를 가지고 있었다. 붕괴로 인해 이 에너지가 최고 높이 8 미터(25 피트)의 당밀 파도로 전환되어 시속 56 킬로미터(35 마일)로 밀려왔다. 이 파도는 터진 탱크의 강철 패널을 인근 보스턴 고가철도 애틀랜틱 애비뉴 구조물의 철골에 밀어붙일 만큼 강력했고, 전차를 순간적으로 고가철도 선로에서 들어올릴 정도였다. 스티븐 풀레오는 근처 건물들이 기초에서 떨어져나가 부서지는 모습을 설명했다. 여러 블록이 60~90 센티미터(2~3 피트) 깊이로 잠겼다. 풀레오는 《보스턴 포스트》의 보도를 인용했다.
허리 높이의 당밀이 거리를 뒤덮었고 잔해 주변에서 소용돌이치며 부글거렸다 [...] 이곳저곳에서 무언가가 허우적거렸는데, 동물인지 사람인지 구별할 수 없었다. 끈적끈적한 덩어리 속에서 솟구쳐 오르고 버둥거리는 모습만이 생명이 있음을 보여줄 뿐이었다 [...] 말들은 마치 끈끈이에 걸린 파리처럼 죽어갔다. 발버둥 칠수록 그들은 더 깊이 옴짝달싹할 수 없게 되었다. 사람들도—남자와 여자 모두—마찬가지였다.:98
《보스턴 글로브》는 사람들이 "공기의 돌풍에 휩쓸려 몇 미터나 날아갔다"고 보도했다. 다른 이들은 달콤한 냄새가 나는 공기의 돌풍이 일으킨 잔해에 맞았다. 한 트럭이 들어올려져 보스턴 항구로 던져졌다. 초기 파도가 지나간 후 당밀은 점성이 높아졌는데, 추운 날씨로 인해 더욱 심해져 파도에 휘말린 사람들이 갇혀버렸고 구조를 더욱 어렵게 만들었다. 약 150명이 부상을 입었고, 21명의 사람과 여러 마리의 말이 목숨을 잃었다. 일부는 당밀이나 당밀이 휩쓸고 간 잔해에 깔려 익사했다. 부상자들은 사람, 말, 개를 포함했으며, 초기 폭발 이후 기침이 가장 흔한 증상이 되었다. 에드워드 파크는 1983년 《스미스소니언》지에 실린 글에서 한 아이의 경험을 다음과 같이 기록했다.
미켈란젤로 학교에서 집으로 돌아가던 안토니 디 스타시오는 파도에 휩쓸려 마치 서핑을 하듯 파도의 물마루에서 구르며 떠내려갔다. 그러다가 땅에 닿았고 파도가 줄어들면서 자갈처럼 데굴데굴 굴러갔다. 그는 어머니가 자신의 이름을 부르는 소리를 들었지만 목구멍이 질식할 것 같은 끈적끈적한 것으로 막혀 대답할 수 없었다. 그는 정신을 잃었다가 눈을 떴을 때 네 자매 중 세 명이 자신을 지켜보고 있는 것을 발견했다.

## 여파

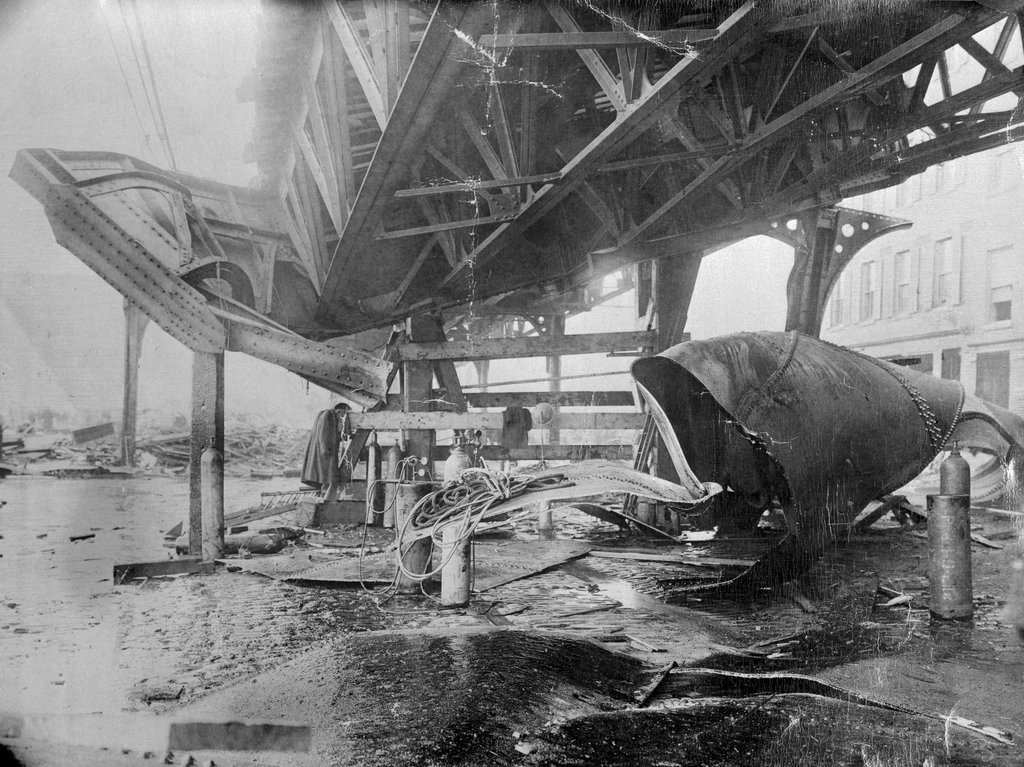
터진 탱크와 그로 인한 홍수로 보스턴 고가철도가 입은 피해

최초 현장 대응자들은 근처 놀이터 부두에 정박해 있던 매사추세츠 해양학교(현 매사추세츠 해양 아카데미)의 훈련함 《낸터킷》호에서 온 H. J. 코프랜드 중위의 지휘 아래 있던 116명의 생도들이었다. 생도들은 사고 현장을 향해 여러 블록을 달려가 무릎 높이의 당밀 속으로 들어가 생존자들을 구조했고, 다른 생도들은 호기심 많은 구경꾼들이 구조대의 작업을 방해하지 않도록 저지했다. 보스턴 경찰, 적십자사, 육군, 해군 인력이 곧이어 도착했다. 적십자사의 일부 간호사들은 당밀 속으로 뛰어들었고, 다른 이들은 부상자들을 돌보며 체온을 유지시키고 지친 구조대원들에게 음식을 제공했다. 많은 이들이 밤새도록 작업을 진행했고, 부상자가 너무 많아 의사와 외과의들은 근처 건물에 임시 병원을 설치했다. 구조대원들은 시럽 같은 물질을 헤치고 피해자들을 돕는 것이 힘들었으며, 수색을 중단하기까지 4일이 걸렸다. 사망자 중 다수는 당밀로 뒤덮여 알아보기 힘들 정도였다. 다른 피해자들은 보스턴 항구로 휩쓸려 갔고 재난 발생 3~4개월 후에야 발견되었다.
사고 이후 119명의 주민이 1917년 퓨리티 증류 회사를 인수한 미국산업알코올회사(USIA)를 상대로 집단소송을 제기했다. 이 소송은 매사추세츠주에서 최초의 집단소송 중 하나였으며, 현대 기업 규제의 길을 열어준 이정표로 여겨진다. 회사 측은 생산된 알코올의 일부가 군수품 제조에 사용될 예정이었기 때문에 무정부주의자들이 탱크를 폭파했다고 주장했으나,:165 법원이 지정한 감사관은 3년간의 청문회 끝에 USIA의 책임을 인정했고, 회사는 최종적으로 62만 8천 달러(2023년 기준 1,100만 달러)의 손해배상금을 지급했다. 사망자 유족들은 1인당 약 7천 달러(2023년 기준 12만 3천 달러)를 받은 것으로 알려졌다.

### 정화
정화팀은 소방정에서 바닷물을 끌어와 당밀을 씻어내고 모래로 흡수하는 방식을 사용했으며, 여름이 될 때까지 항구는 당밀로 인해 갈색을 띠었다. 직접적인 피해 지역의 정화 작업은 수백 명이 참여한 가운데 수주가 걸렸고,:132–134, 139 광역 보스턴과 교외 지역 전체를 정화하는 데는 더 오랜 시간이 걸렸다. 구조대원, 정화팀, 구경꾼들이 당밀을 거리로 옮겨와 지하철 플랫폼, 기차와 전차의 좌석, 공중전화기 수화기, 가정집:139 등 수많은 장소로 퍼뜨렸다. "보스턴 사람들이 만지는 모든 것이 끈적거렸다"고 전해진다.

### 사망자

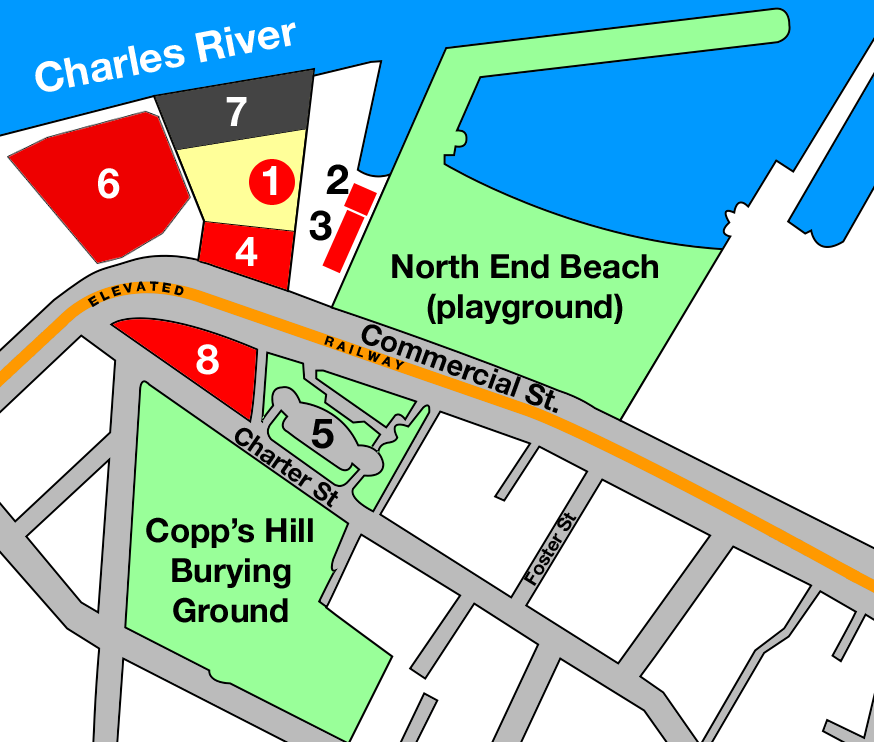
당밀 홍수 발생 지역 상세도

1. 퓨리티 증류 회사의 당밀 저장 탱크
2. 31번 소방서(심각한 피해)
3. 도로포장부와 경찰서
4. 퓨리티 사무실(완전히 파괴됨)
5. 콥스힐 테라스
6. 보스턴 가스등 건물(파손됨)
7. 퓨리티 창고(대부분 온전함)
8. 주거 지역(클러허티 가옥이 파괴된 곳)

| 이름                | 나이 | 직업                               |
| ------------------- | ---- | ---------------------------------- |
| 패트릭 브린         | 44   | 일용직 노동자(노스엔드 포장작업장) |
| 윌리엄 브로건       | 61   | 운송 마부                          |
| 브리짓 클로거티     | 65   | 가정주부                           |
| 스티븐 클로거티     | 34   | 무직                               |
| 존 캘러핸           | 43   | 포장공(노스엔드 포장작업장)        |
| 마리아 디 스타시오  | 10   | 아동                               |
| 윌리엄 더피         | 58   | 일용직 노동자(노스엔드 포장작업장) |
| 피터 프랜시스       | 64   | 대장장이(노스엔드 포장작업장)      |
| 플라미니오 갈레라니 | 37   | 운전기사                           |
| 파스콸레 얀토스카   | 10   | 아동                               |
| 제임스 J. 케닐리    | 48   | 일용직 노동자(노스엔드 포장작업장) |
| 에릭 레어드         | 17   | 운송 마부                          |
| 조지 레이           | 38   | 소방관(31번 소방서)                |
| 제임스 레논         | 64   | 운송 마부/차량 운전사              |
| 랄프 마틴           | 21   | 운전기사                           |
| 제임스 맥멀렌       | 46   | 베이 스테이트 익스프레스 관리자    |
| 세자르 니콜로       | 32   | 운송업자                           |
| 토마스 누난         | 43   | 부두 노동자                        |
| 피터 쇼네시         | 18   | 운송 마부                          |
| 존 M. 자이벌리히    | 69   | 대장장이(노스엔드 포장작업장)      |
| 마이클 시노트       | 78   | 전령                               |
| :239                |      |                                    |

## 원인

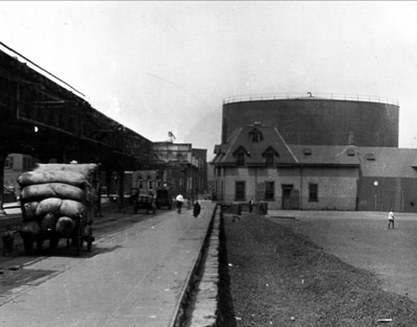
1919년 폭발 전의 당밀 탱크—정확한 날짜 미상

여러 요인이 이 재난에 영향을 미쳤을 것으로 보인다. 첫 번째 요인은 1915년에 처음 채워진 날부터 탱크에서 누출이 있었을 수 있다는 점이다. 또한 탱크는 부실하게 건설되었고 충분한 시험을 거치지 않았으며, 탱크 내부의 발효로 인한 이산화탄소 생성이 내부 압력을 높였을 수 있다. 전날의 따뜻한 날씨도 이러한 압력 상승에 영향을 미쳤을 것인데, 당시 기온이 영하 17도에서 영상 5도(화씨 2도에서 41도)로 상승했기 때문이다. 탱크 하단부의 맨홀 커버에서 파손이 시작되었는데, 이곳의 피로 균열이 위험 수준까지 진행되었을 가능성이 있다.
건설된 지 몇 년 만에 탱크가 최대 용량까지 채워진 것은 단 8번뿐이었으며, 이로 인해 벽면에 간헐적이고 주기적인 하중이 가해졌다. 여러 저자들은 퓨리티 증류 회사가 금주법과의 시간 싸움을 벌이고 있었다고 말한다. 제18차 수정헌법이 다음 날(1919년 1월 16일) 비준되어 1년 후에 발효될 예정이었기 때문이다. 재난 후의 조사에서 USIA의 회계 담당자 아서 젤이 탱크 건설을 감독하면서 누수 확인을 위한 충분한 물 채우기 같은 기본적인 안전 시험을 소홀히 했고, 탱크를 채울 때마다 들리는 신음 소리와 같은 경고 신호를 무시한 것으로 밝혀졌다. 그는 건축이나 공학 경험이 전무했다. 당밀을 채웠을 때 탱크에서 심각한 누수가 발생하자 이를 감추기 위해 갈색 페인트를 칠했다. 인근 주민들은 누출된 당밀을 집으로 가져가기도 했다. 2014년의 조사에서 현대 공학적 분석을 적용한 결과, 당시의 낮은 기준으로도 강철 두께가 그 크기의 탱크에 필요한 두께의 절반에 불과했다는 것이 밝혀졌다. 또 다른 문제는 강철에 망간이 부족해 더욱 취성이 높아졌다는 점이었다. 탱크의 리벳에도 결함이 있었던 것으로 보이며, 균열은 리벳 구멍에서 처음 시작되었다.
2016년, 하버드 대학교의 과학자와 학생들로 구성된 팀이 이 재난에 대한 광범위한 연구를 수행했다. 1919년의 신문 기사, 옛 지도, 기상 보고서 등 많은 자료를 수집했다. 학생 연구진은 또한 피해 지역을 축소한 모형에 차가운 옥수수 시럽을 흘려보내 유체의 거동을 연구했다. 연구진은 홍수의 빠른 속도에 대한 당시의 보고가 신빙성이 있다고 결론지었다.
재난이 일어나기 이틀 전, 더 따뜻한 당밀이 탱크에 추가되어 유체의 점도가 낮아졌다. 탱크가 무너졌을 때 유체는 퍼져나가면서 급격히 냉각되어 보스턴의 겨울 저녁 기온에 도달하자 점도가 극적으로 증가했다. 하버드 대학교의 연구는 당밀이 거리를 질주하면서 빠르게 냉각되고 걸쭉해져 피해자들이 질식하기 전에 구조하는 것을 어렵게 만들었다고 결론지었다.

## 현재의 지역

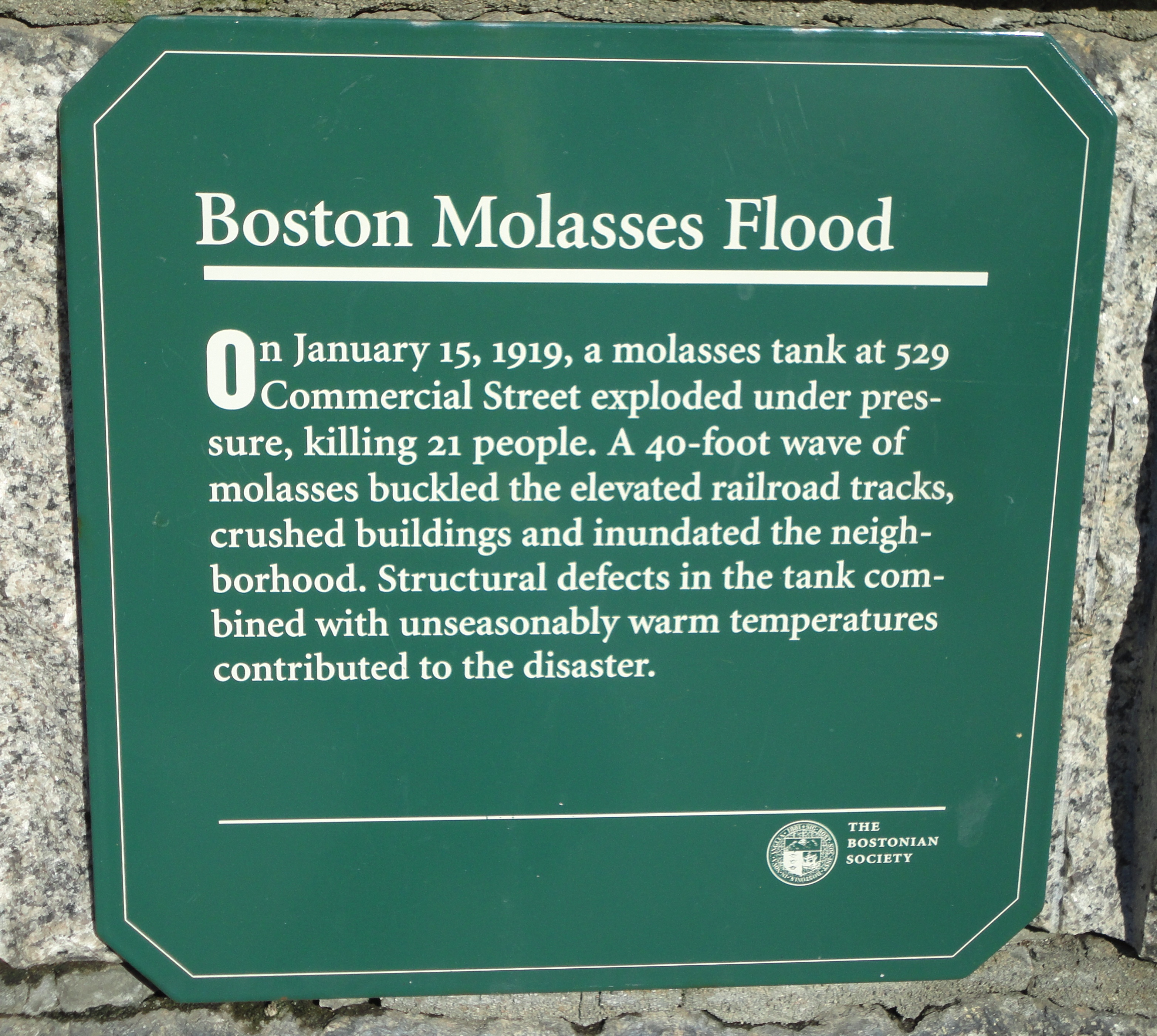
당밀 홍수 역사 표지판

미국산업알코올은 탱크를 재건하지 않았다. 과거 당밀 탱크와 노스엔드 포장회사가 있던 부지는 보스턴 고가철도(매사추세츠만 교통공사의 전신)의 부지가 되었다. 현재는 랭곤 공원이라는 이름의 시립 여가 시설 단지로, 리틀리그 야구장과 놀이터, 보체 경기장을 갖추고 있다. 바로 동쪽에는 더 큰 규모의 푸오폴로 공원이 있어 추가적인 여가 시설을 제공한다.
푸오폴로 공원 입구에는 보스토니언 소사이어티가 설치한 작은 명판이 이 재난을 기념하고 있다. "보스턴 당밀 홍수"라는 제목의 이 명판에는 다음과 같이 쓰여 있다.
1919년 1월 15일, 커머셜가 529번지의 당밀 탱크가 압력을 이기지 못하고 폭발하여 21명이 사망했다. 12 미터 높이의 당밀 파도가 고가철도 선로를 휘게 하고 건물들을 부수며 인근 지역을 덮쳤다. 탱크의 구조적 결함과 계절에 맞지 않는 따뜻한 기온이 이 재난의 원인이 되었다.

이 사고는 홍수가 가져온 피해뿐만 아니라 재난 이후 수십 년 동안 노스엔드를 채웠던 달콤한 냄새로 인해 지역 문화의 한 부분이 되었다. 언론인 에드워드 파크에 따르면, "당밀 냄새는 수십 년 동안 보스턴의 독특하고 분명한 분위기로 남아있었다."
2019년 1월 15일, 사고 100주년을 맞아 추모식이 열렸다. 지표투과레이더를 사용해 1919년 당시 탱크의 정확한 위치를 확인했다. 탱크의 콘크리트 받침대는 랭곤 공원 야구장 표면으로부터 약 51 센티미터(20 인치) 아래에 여전히 남아있다. 추모식 참석자들은 탱크의 가장자리를 표시하는 원 위에 서서, 홍수로 인해 사망한 21명의 이름을 소리 내어 읽었다.
이 재난의 직접적인 결과로 건설과 관련된 많은 법과 규정이 변경되었으며, 여기에는 자격을 갖춘 건축가와 토목기술자의 감독 의무화가 포함되었다.

## 대중문화에서
- 더 다키스트 오브 더 힐사이드 시키츠의 노래 "Great Molasses Disaster"는 이 홍수를 다룬 곡이며, 공식 뮤직비디오에는 당시 참사 이후의 많은 사진들이 포함되어 있다.[40]
- 캐나다의 메탈 밴드 프로테스트 더 히어로의 앨범 《Palimpsest》 수록곡 "All Hands"는 이 홍수 피해자의 관점에서 쓰여졌다. 이 곡의 피아노 간주곡 "Harborside"는 당밀이 저장되었던 항구 변의 탱크를 가리킨다. 노래의 마지막 가사는 참사 이후의 목격자 진술을 인용하고 있다.[41]

## 같이 보기
- 물이 아닌 액체류 홍수 목록

## 주해
1. ↑  이 홍수 사건은 최근에는 "보스턴 당밀 대학살"(Boston Molassacre)이라는 별칭으로도 알려져 있다.[3]
2. ↑  당밀의 밀도는 리터당 1.4 kg(미국 갤런당 12 파운드)이므로, 8,700 입방미터(31만 입방피트)의 당밀은 1만 2,180 톤(1만 1,990 영국 톤, 1만 3,430 미국 톤)의 무게를 지닌다.

## 더 읽어보기
- Puleo, Stephen (2004). 《Dark Tide: The Great Boston Molasses Flood of 1919》. Boston: Beacon Press. ISBN 0-8070-5021-0.